# Yareta
Yareta (Azorella compacta) is een soort uit het geslacht Azorella.

## Determinatie
Yareta is een kussenvormende, groenblijvende plant. De soort is tweehuizig. Er zijn exemplaren bekend van 3000 jaar oud.

## Ecologie
De soort groeit op oligotrofe, droge zandgrond. Ze komt in zowel zure, neutrale als basische milieus voor. Yareta wordt aangetroffen tot op een hoogte van 5200 m.

## Verspreiding
Het verspreidingsgebied van yareta omvat Bolivia, Peru, het noordwesten van Argentinië en het noorden van Chili.